# 成家
成家（25年－36年12月25日，又称“大成”或“成”）是两汉之交在中国四川地区存在的一个独立政权，定都成都。成家由公孙述创立，鼎盛时期据有西汉所置益州大部分地区，即蜀郡、巴郡、广汉郡、犍为郡、越嶲郡、汉中郡全境和武都郡、南郡部分地区。成家成立之初推行了一些促进经济、文化发展的措施，在军阀割据混战的局势下，力保巴蜀太平，受到了蜀地人士拥护。但由于成、汉实力悬殊，公孙述治国失误等原因，成家最终为东汉所灭，前后历时12年。
成家是秦灭巴蜀后，巴蜀地区出现的第一个独立政权，也是四川历史上第一个完整占据巴蜀地区的政权。之后蜀地政权多纳入汉中盆地，北抵秦岭、东至三峡的格局也由此形成，其在四川历史上具有重要的地位。

## 历史

### 立国

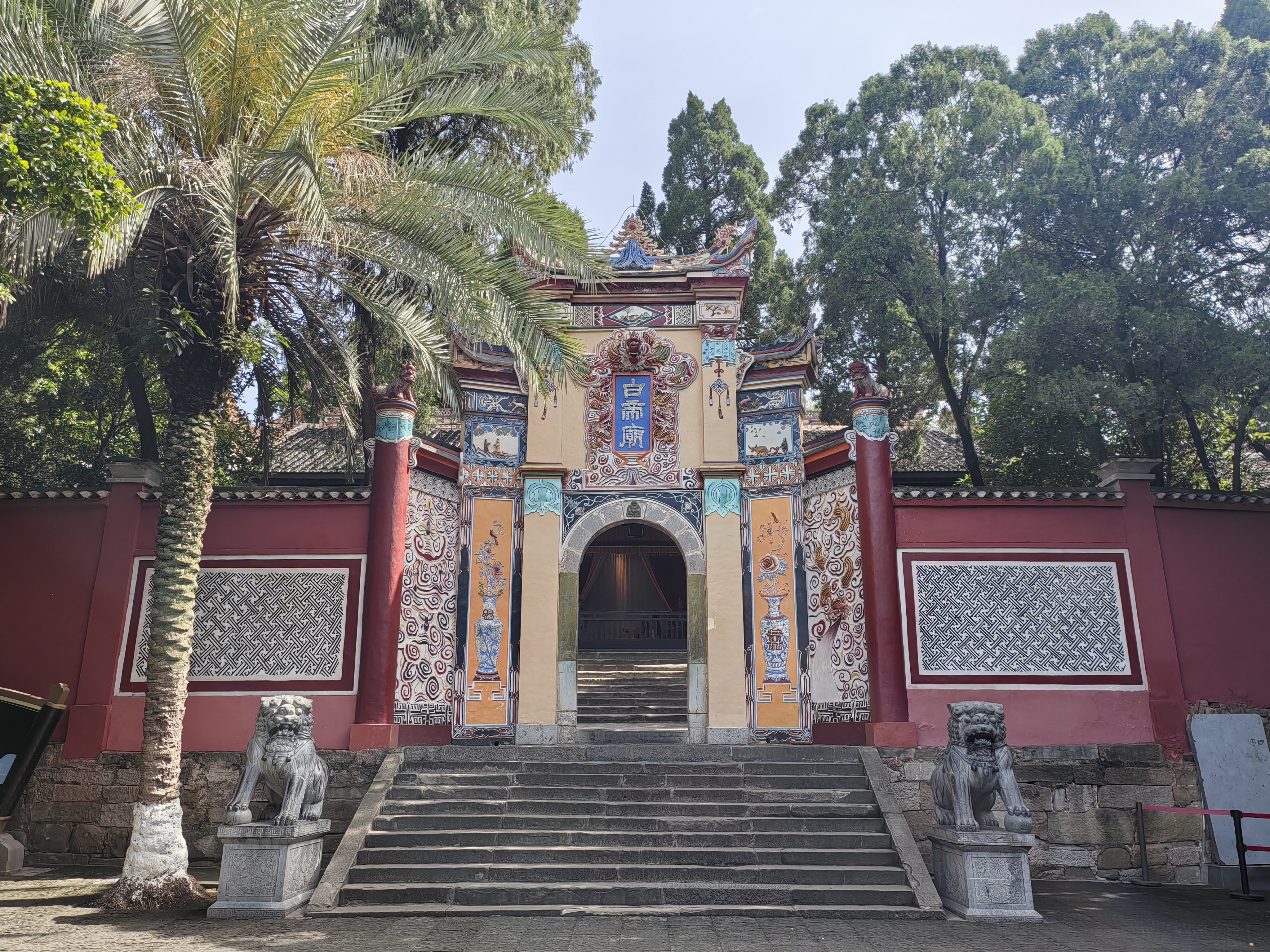
公孙述称帝后自称“白帝”，长江三峡的白帝城便得名于他

西汉外戚王莽称帝建立新朝后，於新天鳳年间（14年至19年）提拔中散大夫公孙述为导江卒正（王莽改蜀郡为导江，改郡守为卒正），治临邛（今四川邛崃）。公孙述任导江卒正期间以才能出众而闻名于蜀中，以至于蜀地百姓将临邛城称为公孙述城。
漢更始元年（23年），新朝覆灭，更始帝刘玄登基，将国号恢复为“汉”。在大乱初期尚很平静的巴蜀地区，也开始动荡起来。宗成被刘玄拜为“虎牙将军”，自汉中起兵，领兵入蜀。与此同时，王岑以拥立汉宗室刘辟为名，在雒城（今四川广汉）起兵，自称“定汉将军”，并攻陷成都。公孙述借宗成之力消灭掉王岑、刘辟后，见宗成掳掠暴横，恐对己不利，遂于临邛起兵，同时又派人诈称汉朝使者，授其辅汉将军、蜀郡太守兼益州牧印。公孙述摇身一变成为汉臣，加之其在蜀地名望甚高，其军队迅速击败宗成、攻占成都，并占领巴郡、广汉郡。次年，公孙述之弟公孙恢又在绵竹（今四川德阳）大败刘玄军队，加强了公孙述在益州的威望。随后，公孙述自立为蜀王，定都成都，并得到了多数巴蜀民众的拥护。此时蜀地民富兵强，吸引了众多臣子前来投靠，邛人、笮人首领也前来相贺。
由于自己并不是刘氏正宗，公孙述对称天子一直有所顾忌。其功曹李熊力谏，认为在蜀地称天子条件成熟，并称“天命无常，百姓与能。能者当之，王何疑焉？”，打消了公孙述的顾虑。于是公孙述放出风声，称有龙在公孙述宫殿中出现，其掌上还出现了“公孙帝”三字。在完成了称天子的舆论准备后，龍興元年（25年）四月，公孙述正式在成都称天子，以成都起事而定国号为“成家”，并改年号为“龙兴”。

### 外拓
在公孙述称天子之初，其实际控制的仅有蜀、巴和广汉三郡。虽然巴蜀以西的邛人、笮人在其称天子之前便已归附，随后公孙述又相继占领了犍为、越嶲两郡，但其却一直未能占领南部原属益州的益州、牂柯两郡。在后方尚未安定的情况下，公孙述却又不满足于偏安一隅，积极准备北出东进。
龙兴二年（26年），适逢更始帝出击占据汉中郡的严岑，在双方两败俱伤之时，公孙述趁机出兵北伐占领汉中。同年底亲率数十万大军进驻汉中，准备御驾亲征，直取关中。而此时，忙于关东战事无暇西顾的刘秀决意联合占据陇地的隗嚣来制衡成家。龙兴三年（27年），公孙述多次自汉中遣兵数万，攻打关中，却皆败于刘秀大将冯异与隗嚣的联军。之后隗嚣又出兵攻蜀，连破蜀军，迫使公孙述放弃了北伐关中的想法。
龙兴六年（30年），刘秀成功平定关东，欲讨伐隗嚣，但因其拒蜀有功，苦于没有借口，于是命隗嚣出兵讨伐成家。若隗嚣伐蜀，必定两败俱伤；若不从命，也有了讨伐其的理由。隗嚣察觉了刘秀的意图，婉言拒绝。于是刘秀亲率大军西征讨伐隗嚣。隗嚣见形势不利，经过反复考虑后，决定遣使者入蜀，称臣于公孙述。龙兴七年（31年），公孙述封隗嚣为朔宁王，并多次派兵相助，一时双方相持不下。龙兴九年（33年）春，隗嚣病逝，其次子隗纯被立为朔宁王。汉军再度发起攻势，在成家军队的协助下，双方相持近一年。龙兴十年（34年）七月，隗纯降汉。
龙兴九年隗嚣病逝后，公孙述派兵出击南郡，并成功夺取夷道（今湖北枝城）、夷陵（今湖北宜昌）等地。之后，汉大将岑彭曾多次出兵攻击蜀军，均以失败告终。

### 覆亡
龙兴十年（34年），刘秀成功夺取陇地后，便积极准备进攻成家。同年冬，刘秀命岑彭率军从东面水路进攻成家。龙兴十一年（35年）三月，南郡失守，蜀军守将田戎退守江州（今重庆）。见江州难以攻克，汉军绕开江州，直取垫江（今重庆合川）、平曲（今合川南）。南郡失守后，汉军又在北面从陆路展开攻势。成家军队在河池（今甘肃徽县）、下辨（今甘肃成县北）失守后接连败退。随后，岑彭派臧宫在涪江与蜀将延岑对峙，自己则率主力绕道岷江，准备攻打成都。
涪江一战，成家军队惨败，汉军乘胜追击，接连攻下涪县（今四川绵阳）、绵竹、繁县（今四川彭州东南）、郫县（今四川郫县北）、武阳（今四川彭山）、广都（今四川双流）等地，直逼成都。同时，在坚守十七个月后，江州也于龙兴十二年（36年）七月落入汉军之手。虽然公孙述派遣刺客成功将汉军主帅岑彭刺杀，并趁机夺回武阳等地，但失败已成定局。之后，成、汉军队在成都附近又激战数月。龙兴十二年十一月十八日（36年12月24日），公孙述在率军作战时身受重伤，不治身亡。龍興十二年十一月十九日（36年12月25日），延岑便开城投降。在经历了23个月的顽强抵抗后，成家被东汉所灭，历时12年。

## 疆域与政区

### 疆域
成家立国之初（24年）仅占有西汉所置益州的蜀、巴、广汉三郡，后来成家积极向外扩张。龍興元年（25年），成家占领犍为、越嶲（gui）两郡。龍興二年（26年），又占领汉中、武都两郡。龍興六年（30年），占有陇西、金城、武威、张掖、酒泉、敦煌等郡的隗嚣归附成家。公元33年，成家又占领南郡，使成家疆域达到顶峰。
顶峰时期的成家疆域相当于现今中国四川省、重庆市的大部分地区；陕西省、甘肃省南部，贵州省北部和湖北省西部部分地区。若记入藩属于成家的隗嚣占据的地区，则还包括现今甘肃省的东部地区。

### 政区
成家立国后，由于地域有限，所辖郡县数目不多，便改益州为虚设的司隶，没有实权，由朝廷直接管辖各郡。地方行政由原本的州郡县三级制变为郡县两级制。成家朝廷之下总共辖8郡，其郡县设置基本沿袭西汉旧制，变化不大。
| 郡名   | 郡治   | 说明                     |
| ------ | ------ | ------------------------ |
| 成都尹 | 成都   | 改自原西汉时期蜀郡       |
| 梓潼郡 | 梓潼   | 改自原西汉时期广汉郡     |
| 巴郡   | 江州   | 即原西汉时期巴郡         |
| 犍为郡 | 僰道   | 即原西汉时期犍为郡       |
| 越嶲郡 | 邛都   | 即原西汉时期越嶲郡       |
| 汉中郡 | 西城   | 即原西汉时期汉中郡       |
| 武都郡 | 下辨道 | 原西汉时期武都郡部分地区 |
| 南郡   | 江陵   | 原西汉时期南郡部分地区   |

## 行政与分封

### 行政
成家的创立者公孙述原为西汉文官，熟知西汉典章。成家建立后，也基本沿袭西汉旧制，实行三公九卿制，但未设丞相（或类似官职）。大司徒、大司马、太尉称“三公”。大司徒掌教化礼仪，大司马掌监察百官，太尉掌管军事，是武官首长。成家还设有大司空，掌管某支军队，也被列入“三公”之中。九卿则是太常（掌祭祀鬼神）、光祿勳（掌门房）、卫尉（掌卫兵）、太仆（掌车马）、廷尉（掌法律）、大鸿胪（掌礼宾）、宗正（掌皇帝族谱）、大司农（掌全国经济）、少府（掌皇室财政）。

### 分封
成家仅有封王，从未封侯，但公孙述曾经以封侯为诱，劝说益州郡守文齐降伏于成家，只是未能成功。公孙述称天子之后不久便将自己的两个儿子封王，以梓潼、犍为两郡数县为封地。之后，公孙述又相继将一些原本各自割据一方而后投奔成家的首领为王。龍興五年（29年），封田戎为翼江王，封延岑为汝宁王；龍興七年（31年），封隗嚣为朔宁王，隗嚣病逝后，又封其次子隗纯为朔宁王。另外，邛人长贵在公孙述称天子之前杀越嶲郡守，自立为邛谷王，后归顺成家，公孙述可能仍将其封为邛谷王。

## 帝王年表
| 庙号 | 谥号 | 姓名   | 在世时间         | 在位时间           | 年号 | 年期       | 陵寝     |
| ---- | ---- | ------ | ---------------- | ------------------ | ---- | ---------- | -------- |
| －   | －   | 公孫述 | ？－36年12月24日 | 25年－36年12月24日 | 龍興 | 25年－36年 | 公孫述墓 |